# Drue Leyton
Pour les articles homonymes, voir Leyton (homonymie).
Drue Leyton (née Dorothy Elizabeth Blackman le 12 juin 1903, morte le 8 février 1997) est une actrice américaine qui a été membre de la résistance française. Elle a parfois été créditée sous le nom Freya Leigh.

## Biographie
Drue Leyton est née en Californie (ou selon certaines sources à Guadalajara ou encore dans le Wisconsin), mais a habité avec sa famille au Mexique, où son père était ingénieur des mines. Elle a fait ses études à Millbrook, New York, ainsi qu'à Lausanne en Suisse et à la Sorbonne à Paris.
Elle devient actrice après l'échec d'un premier mariage, et joue dans  Green Grow the Lilacs à Broadway, ainsi que dans plusieurs films avec le détective Charlie Chan. En 1937 elle se produit à New York, puis se rend en Angleterre où elle joue dans Golden Boy.
En 1937 elle se rend à Paris avec son futur mari Jacques Terrane (né Jacques Tartière), un acteur franco-américain qui meurt en Syrie en 1941 en combattant pour les forces françaises libres.
En France, elle interview des personnalités pour la Radio Mondial, une station de radio ondes-courtes gérée par le ministère français de l'information, destinée à promouvoir la France auprès des américains. Elle fait également des émissions pour Voice of America alors qu'elle est actrice à Paris en 1938, ce qui lui vaut des menaces par la radio de Berlin. En septembre 1942, elle est arrêtée par les nazis alors que le nord et l'ouest de la France passent sous occupation allemande, mais uniquement en tant que femme américaine, son identité réelle n'étant pas connue des autorités. Elle s'échappe de sa prison avec la complicité de médecins français. Elle retourne alors chez elle à Barbizon et rejoint la résistance en 1942, aidant 42 parachutistes alliés. Pendant cette période elle était connue sous le nom de Dorothy Tartière, utilisant son nom de femme mariée.
Elle meurt le 2 février 1997 à Corona del Mar en Californie.

## Filmographie
- 1934 : Premier Amour (Change of Heart) :  Mrs. Gerald Mockby
- 1934 : Charlie Chan's Courage : Paula Graham
- 1934 : Charlie Chan in London : Pamela Gray
- 1935 : Valley of Wanted Men : Sally Sanderson
- 1936 : Charlie Chan at the Circus : Nellie Farrell
- 1936 : La Petite Provinciale (Small Town Girl) : Felicia
- 1936 : Blackmailer (en) : Lydia Rankin
- 1936 : Alibi for Murder : Norma Foster
- 1939 : Murder in Soho : Myrtle